# Port Balís
El Port Balís és un port esportiu situat al municipi de Sant Andreu de Llavaneres (Maresme). Està ubicat a la part central de la costa del Maresme, entre el port de Mataró i el port d'Arenys. N'és el titular l'organisme de Ports de la Generalitat i el gestiona el Club Nàutic El Balís.
Es va inaugurar el 1974 i va ser ampliat i renovat el 1992. Compta amb 764 punts d'amarratge, pòrtic elevador, tres grues i un hangar per a les embarcacions. L'amplada de la bocana és de 80 m, amb un calat de la bocana de 4,5 m i un calat interior de 2-3 m. Disposa de pista d'aterratge per helicòpters.
El CN El Balís hi té un edifici social, amb bar-restaurant i una escola de vela. Organitza competicions nàutiques internacionals, fomenta totes les disciplines de vela, pesca esportiva, natació, motos d'aigua i rem. El Port està distingit amb la Bandera Blava.
Cada any, a principis de juny, s'hi celebra la Fira del Port Balís, integrada dins el Marina Day impulsat per l'Associació Catalana de Ports Esportius i Turístics (ACPET), en la que durant 3 dies tenen lloc diverses activitats, parades de restaurants i un trenet que recorre les 3 viles (poble de Sant Andreu de Llavaneres i tot el passeig marítim passant per Sant Vicenç de Montalt i Caldes d’Estrac).
El nom del port prové de la riera del Balís, que desemboca a llevant del port, marcant el límit entre els termes de Sant Andreu de Llavaneres i Sant Vicenç de Montalt.